# Distribuzionalismo
(Leonard Bloomfield, Language)

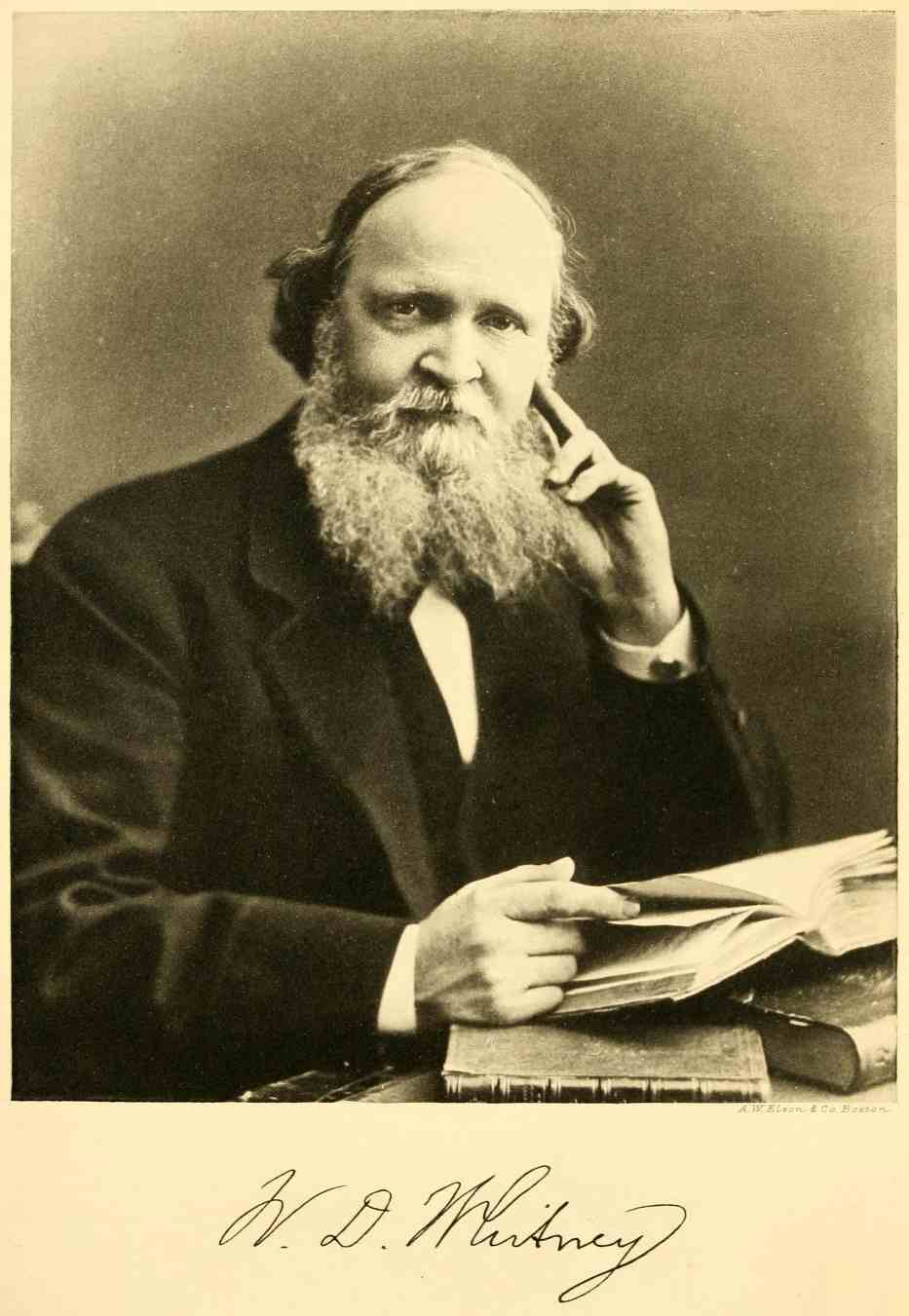
William Dwight Whitney, patriarca della linguistica americana

Per distribuzionalismo si intende una corrente linguistica fondata negli USA in seguito al 1920, parallela allo strutturalismo europeo, che identifica e classifica gli elementi della lingua in base alla loro distribuzione.

## Storia
Nella seconda metà del 1800 William Dwight Whitney, definito come patriarca della linguistica americana, si concentrò sullo studio della lingua.
I suoi studi fecero da fondamenta per la maggior parte dei linguisti del 1900 tra cui Franz Boas (1858-1942), Edward Sapir (1884-1939) e Leonard Bloomfield (1887-1949), nonostante avessero ideologie opposte. 
Essi furono i principali studiosi della linguistica americana, che trovarono terreno solido da cui partire non solo grazie agli studi di Whitney, ma anche grazie al territorio americano (che offriva molta materia in ambito linguistico) e soprattutto grazie alla scoperta delle culture e delle lingue dei nativi americani. Sapir si concentrò in particolare sulla lingua Hopi, e un altro linguista americano, John Wesley Powell, nel 1891 mise a punto la prima classificazione moderna delle lingue amerindiane.

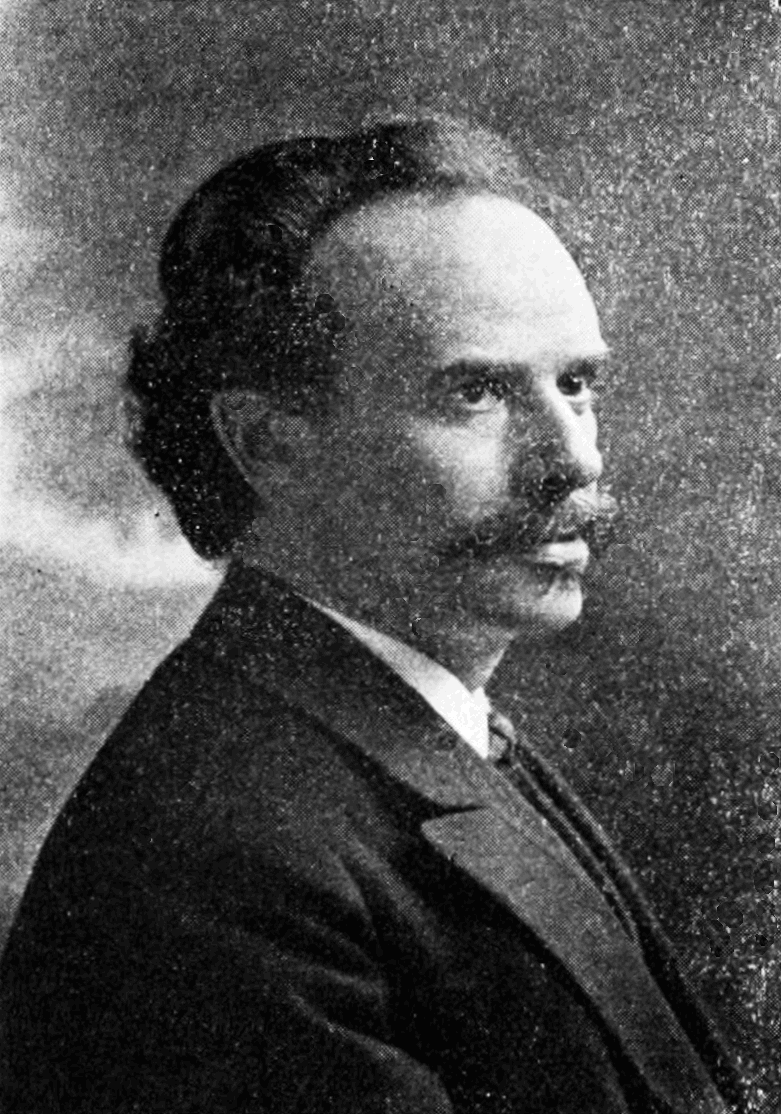
Franz Boas, considerato il maestro sia di Sapir che di Bloomfield

## Bloomfield e Sapir
Boas fu il maestro di Bloomfield e Sapir. Questi due autori vengono menzionati sempre insieme per via della comune filiazione da Boas, ma ben presto i loro percorsi divergerono: Bloomfield studiò a Gottinga, ebbe una formazione da linguista storico e quindi un interesse linguistico legato soprattutto al passato, ma poi virò verso un interesse più generalistico; Sapir continuò più da vicino l'interessamento del maestro Boas verso le realtà culturali e linguistiche del continente americano, studiando le lingue native americane.

## Nascita
A partire dal 1920 si sviluppò in varie università americane un'impostazione di studi distribuzionalista, da cui prese il nome questa corrente linguistica nota anche come strutturalismo americano, che si sviluppò soprattutto dopo il 1924, anno in cui vennero fondate la Language Society of America e la rivista Language. Bloomfield, in particolare, concentrò i suoi studi sulla sintassi.

## Aspetti generali del pensiero di Bloomfield e del distribuzionalismo
Il pensiero di Bloomfield, pur differenziandosi da quello di autori come Boas e Sapir, si inserisce senz'altro nel contesto dello strutturalismo americano. L'indagine linguistica di Bloomfield è strettamente legata al procedimento induttivo e all'osservazione, quali momenti necessari per fondare scientificamente l'analisi del linguaggio. Per questo motivo il suo metodo è stato accostato al positivismo e al meccanicismo; è stato definito poi come fisicalismo (dal punto di vista delle scienze come fisica e chimica alle quali si accosta metodologicamente per analogia) e comportamentismo (dal punto di vista psicologico in quanto si limita a considerare i soli comportamenti osservabili) o come distribuzionalista (facendo riferimento alla procedura adottata). Le uniche generalizzazioni possibili sono perciò quelle induttive; data la complessità e la variabilità del "sistema-uomo" è impossibile dare dei giudizi a priori riguardo al linguaggio.
Il discorso è descritto nei termini di uno stimolo e di una risposta; il significato di una forma linguistica è dato dall'unione di queste due azioni. Il parlante perciò agisce in una determinata situazione (spinto da una necessità specifica) e traduce la sua intenzione in forma linguistica; il ricevente risponde allo stimolo interpretandolo, prima a livello auricolare e poi a livello cerebrale. È importante poi notare che la reazione dell'ascoltatore non è necessariamente linguistica ma può avere direttamente un risvolto pratico in senso stretto.
Tutto ciò avviene secondo lo schema S − r − s −R. Quando uno stimolo esterno (S) induce qualcuno a parlare (r), questa risposta linguistica del parlante costituisce per l’ascoltatore uno stimolo linguistico (s) che provoca una risposta pratica (R). S e R sono dunque eventi che appartengono al mondo extralinguistico, mentre r e s sono elementi dell’atto di comunicazione linguistica.
L'evento discorsivo è descritto in termini psico-fisico-acustici:
1. formazione di onde sonore tramite le corde vocali e gli altri apparati adibiti all'emissione di onde;
2. propagazione delle onde nell'aria;
3. effetto delle vibrazioni sull'apparato uditivo dell'ascoltatore.

L'analisi linguistica deve tenere poi conto dei risvolti pratici che precedono e seguono l'atto discorsivo: appunto in chiave meccanicistica la causa e l'effetto del discorso che si colloca in mezzo a questi due termini. Da questo punto di vista perciò diventa fondamentale il contesto in cui si compie l'azione osservata, che si identifica negli eventi che precedono e seguono l'atto discorsivo in senso stretto (appunto la causa e l'effetto).
Il carattere virtualmente infinito delle possibilità mette in primo piano il carattere di complessità dell'universo linguistico. Se uno specifico comportamento sarà perciò difficile da prevedere, sarà d'altro lato possibile generalizzare degli aspetti comuni, di massa, in quanto se certe azioni sono difficilmente generalizzabili e dipendenti dal contesto sociale della lingua o del singolo individuo, altre si presenteranno in maniera costante in più ampi gruppi di popolazione (costituendo una legge generale di stampo induttivo e perciò falsificabile).
L'indagine di Bloomfield e in generale dello strutturalismo americano (da non confondersi con lo strutturalismo francese nel quale si potrebbero inserire, in senso lato, anche autori come Michel Foucault, Jacques Lacan, ecc.) è contrassegnata da un'attenzione specifica verso la forma sintattica del linguaggio.

### Analisi a scatole e ad albero
Bloomfield si concentrò sull'analisi sintattica. Fu questo a caratterizzare i primi cinque decenni del Novecento negli Stati Uniti. 

Il procedimento di analisi più tipico del distribuzionalismo consiste nella scomposizione della frase in costituenti immediati. I costituenti della frase individuati dall'analisi vengono classificati in base alla loro distribuzione, cioè alla loro capacità di combinarsi per formare insiemi più complessi. 
Analizzando l'esempio "il cane mangia l'osso", è possibile notare "il", "cane", "mangia", che a questo livello non può essere ulteriormente analizzato, e "l'osso", che invece può essere ulteriormente distinto anche qui in articolo e nome, proprio come nel primo caso. Esiste poi un ulteriore livello di scomposizione, detto livello morfologico (della divisione in morfi), che Bloomfield inserisce all'interno della sua analisi sintattica. Vi è quindi la possibilità di fare una nuova segmentazione. Questo processo, che prende il nome di analisi a scatole, fu introdotto per la prima volta dal linguista americano nell'opera Language (1933). 
Esempio della segmentazione secondo l'analisi a scatole:
| il | cane   | mangia  | l'osso |        |
| il | cane   | mangia  | lo     | osso   |
| il | ca n e | man ʤ a | lo     | os s o |

Questo schema a scatole in seguito venne perfezionato dal punto di vista della sua formalizzazione: il concetto rimase lo stesso, ma venne formalizzato in modo differente utilizzando uno schema ad albero, inizialmente formato da un ramo lungo e una serie di "rami" che partivano da dei punti chiamati "nodi". In ognuno di questi rami si aveva a che fare con un elemento del segmento verbale (sintagma aggettivale con un possessivo), ma questo si presenterà in maniera meno primitiva attraverso la struttura ad albero definitiva.
Secondo questo punto di vista, una frase non è semplicemente una stringa di parole, ma piuttosto un albero con rami subordinati e sopraordinati connessi a dei nodi.
Sostanzialmente, il modello ad albero funziona in qualche modo come per la frase semplice dell'esempio a scatola, nel quale F è una frase, D è un articolo determinativo, S è un sostantivo, V è un verbo, SN è un sintagma nominale e SV è sintagma verbale.
Questo diagramma ad albero è anche chiamato indicatore sintagmatico (phrase marker). Esso può essere rappresentato più sinteticamente in forma testuale, sebbene il risultato sia meno facilmente leggibile, attraverso una notazione con parentesi quadre ed etichette (labeled bracketing):
.

## Declino del distribuzionalismo
Verso la fine degli anni Cinquanta, il distribuzionalismo fu superato con l'avvento della grammatica generativa di Noam Chomsky, che rivoluzionerà la linguistica moderna. Secondo Comsky, le grammatiche a struttura sintagmatica (phrase structure grammars) non sono adeguate a descrivere i linguaggi naturali: per far fronte a questa necessità, egli formulò il sistema più complesso della grammatica trasformazionale.